# Zawale (przystanek kolejowy)
Zawale (ukr. Завалля, ros. Завалье) – mijanka i przystanek kolejowy w pobliżu miejscowości Zawale, w rejonie kołomyjskim, w obwodzie iwanofrankiwskim, na Ukrainie. Węzeł linii Lwów – Czerniowce ze ślepą linią do Wyżnicy.